# Waterbury, Connecticut

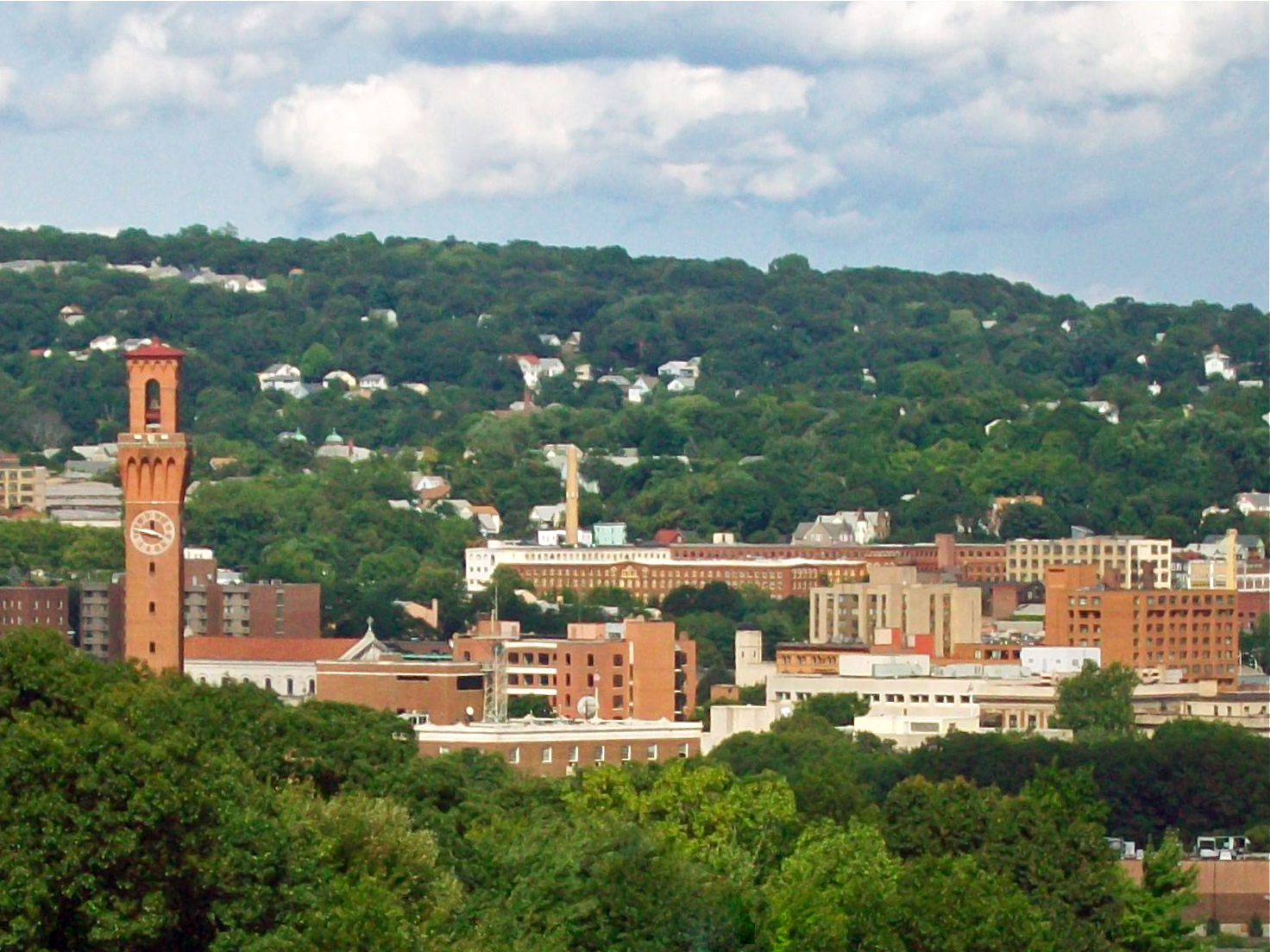
Waterbury, Connecticut

Waterbury este un oraș în comitatul New Haven, statul Connecticut din SUA. Orașul este pe locul cinci ca mărime Connecticut, el este se află la altitudinea de 82 m deasupra n.m., se întinde pe o suprafață de 74,9 km² și avea în anul 2010, o populație de  110.366 locuitori.

## Personalități născute aici
- J. Farrell MacDonald (1875 - 1952), actor;
- Harry Daghlian (1921 - 1945), fizician;
- Robert Gallo (1937), medic, biolog;
- Annie Leibovitz (n. 1949), fotografă;
- Dylan McDermott (n. 1961), actor;
- Elizabeth Gilbert (n. 1969), scriitoare.